# Samsung Galaxy Note 3

## Caratteristiche tecniche

### Hardware e software
Il Samsung Galaxy Note 3 si presenta con un'estetica più "sofisticata" e "lussuosa" rispetto agli altri smartphone della serie Galaxy di Samsung: sul retro, una scocca che rimane sempre in policarbonato, ma con uno stile in finta pelle e con finte cuciture e un contorno fatto a finta lunetta metallica. È spesso solo 8.33 mm.
Supporta le reti quadribanda GSM/GPRS/EDGE, quadribanda HSPA+ (42Mbps) ed LTE Cat 4 150/50Mbps.
Il telefono integra un processore Qualcomm Snapdragon 800 quad-core da 2.3 GHz nella versione LTE e un processore Exynos 5 Octa quattro core Cortex A15 da 1.9 GHz più quattro core Cortex A7 da 1.3 GHz,creati appositamente per giocare, un display Full HD Super AMOLED con risoluzione a 1080p da 5.7", 3 GB di RAM, una batteria removibile agli ioni di litio da 3200 mAh con tecnologia NFC, 32GB o 64GB di memoria interna, ha uno slot microsd espandibile fino a 64GB, e una fotocamera posteriore da 13 Megapixel con sensore BSI, autofocus intelligente, flash LED, zero shutter lag e registrazione video a 1080p a 60 fps e risoluzione 4K a 30 fps. La fotocamera anteriore è da 2 Megapixel con sensore BSI, Smart Stabilization e registrazione Full HD a 30 fps. A differenza dell'S4 e del Note II, la cassa dell'altoparlante è stata collocata nella cornice in finto alluminio, accanto alla porta usb, permettendo quindi una migliore uscita del suono quando il telefono è appoggiato su un piano.
La S-Pen a differenza di quella del Note 2, ha uno spessore più piccolo, e ha una forma simmetrica che consente di inserirla in entrambi i versi, nello slot del phablet. Estraendola e cliccando il suo tasto con il cursore visibile sullo schermo, è possibile accedere ad un pannello, chiamato Air Command, contenente diverse funzioni correlate alla penna (es. aprire il Memo rapido, oppure ritagliare parti dello schermo da salvare come screenshot). Anche in alcune applicazioni di default (es. Galleria) è possibile accedere a diverse funzioni (modifica foto, condividi,...) cliccando il tasto della penna. Le funzioni della S-pen non funzionano se il phablet è a contatto con fonti magnetiche e elettromagnetiche (ad esempio quando viene appoggiato sul caricatore wireless, in funzione).
Il suo launcher di default è la TouchWiz, anch'esso non ha subito modifiche significative, rispetto alla TouchWiz dei suoi predecessori.
Con un veloce swipe, trascinando la schermata verso sinistra e riportandola verso destra, dal lato destro dello schermo (o viceversa dal lato sinistro dello schermo), è possibile rimpicciolire gli elementi per usare più facilmente lo schermo, con una sola mano. E usare i tasti di navigazione inferiori, e del volume, sullo schermo. Questa funzione è utilizzabile anche con la tastiera per le chiamate, la tastiera Samsung, la Calcolatrice e il segno di sblocco.
Come sul Galaxy S4, è possibile, attivando l'Air Gesture, controllare alcune funzioni (es. passare da una foto all'altra, attivare la schermata di blocco,... ) effettuando con la mano gesti orizzontali e verticali sopra il sensore di prossimità. Oltre a ciò, possiede le funzioni con movimenti introdotti con il Galaxy S3 e il Note II (es. zoom di un'immagine tenendo due dita sullo schermo).
Tra le impostazioni dello schermo e i toggle del pannello notifiche ha la Modalità lettura, che regola colori e luminosità per le applicazioni selezionate, per ottimizzare la lettura dei contenuti a livello visivo.
Possiede una porta a infrarossi per controllare in modo remoto dispositivi elettronici, muniti di porta IR (Televisori, radio, condizionatori,... ).
Accanto alla porta IR ha il jack audio da 3,5 mm e un secondo microfono per la riduzione dei rumori, durante una chiamata.
Ha un sensore di temperatura e umidità (i valori si possono visualizzare nell'applicazione Samsung Health, oppure in qualsiasi altra applicazione sviluppata per questa funzione) e un sensore per la temperatura del processore.
Fu il primo smartphone a supportare gli indossabili prodotti da Samsung (es. Samsung Galaxy Gear), con l'applicazione Gear Manager (ora Galaxy Wearable), che richiede come minimo Android 4.3 . Il primo della serie Note ad introdurre il Samsung Knox, il quale crea un ambiente pensato per il lavoro (con il suo launcher, le sue app e impostazioni), totalmente distaccato dall'ambiente standard. Il primo della serie ad avere una rivista personale basata su Flipboard, integrata nella TouchWiz, per accedere alle notizie del giorno, a vari canali social e avere una panoramica degli ultimi contenuti del phablet. E il primo ad avere l'applicazione S Finder, che permette di effettuare ricerche globali all'interno del telefono e sul web.
È l'unico phablet della serie a supportare l'USB 3.0 (Come il Galaxy S5 nella serie S), per il trasferimento dati più veloce e minore tempo di ricarica.
Supporta, tramite NFC, i pagamenti con la carta (l'attivazione non è accessibile alle app di terze parti). Al contrario del predecessore Note II, il sensore NFC è integrato nel phablet.
La variante Duos (SM-N9002) del phablet ha due slot per le microsim.
È disponibile nei colori bianco, nero, rosa, rosso e verde.
Attualmente non sono più supportate diverse app preinstallate: WatchON (rimpiazzata da Peel Remote e dall'odierno SmartThings), ChatON, Samsung Link, S Translator, Samsung Hub e Google+

## Sistema operativo

### Android 4.3 (Jelly Bean)
Il Samsung Galaxy Note 3 viene lanciato sul mercato con Android 4.3 e interfaccia TouchWiz Nature UX 2.5, con Livello API: 18. L'interfaccia non ha subito modifiche sostanziali rispetto al Galaxy S4. Ad eccezione dello sfondo della barra di stato, che è stato reso compatibile con qualsiasi sfondo personalizzato.

### Android 4.4.2 (KitKat)
Con l'aggiornamento alla 4.4.2 il livello delle API viene scalato a 19. E viene minimizzato ulteriormente l'interfaccia holo del sistema operativo e vengono colorate di bianco tutte le icone della barra di stato.
Fu introdotto il "Download Booster", che combina la rete del Wi-Fi con la rete mobile per scaricare più velocemente i file, superiori ai 30MB e con il protocollo "http://" nella fonte del sito web. Fu introdotta anche la modalità bambino per permettere l'uso del telefono ai più piccoli, in un ambiente (con il suo launcher e le sue app) controllato dai genitori.
Il toggle del "GPS" fu aggiornato a "Posizione" per poter attivare/disattivare la propria posizione attraverso le reti mobili o il wi-fi (oltre al GPS). App di terze parti non sono in grado di controllare questa funzione.
I contenuti della microsd sono stati resi protetti, impedendo a file manager e app di terze parti di modificare i contenuti (es. copia/incolla) della scheda esterna.
Tra le modalità della Fotocamera è stato aggiunto il Tour virtuale, che permette di realizzare filmati con una sequenza di foto.
Durante la riproduzione di un brano è possibile controllare il lettore musicale dalla schermata di blocco.
Nell'area reti delle impostazioni furono integrate le funzioni di stampa.
Nella variante Sprint del phablet per il mercato americano ( SM-N900P ), fu aggiornato anche alla 4.4.4 (Livello API: 20)

### Android 5.0.1 (Lollipop)
Con l'aggiornamento alla 5.0 il livello API è aumentato a 21. Fu introdotto il material design di Google (sostituendo l'interfaccia Holo), rivisitando gli elementi dell'interfaccia (icone, pannello notifiche,...) e con una prevalenza del nero su bianco nelle app di sistema, rendendo il Note 3 molto simile al successore Note 4, anche nelle funzioni software.
Ora è consentito, su permesso dell'utente, abilitare applicazioni di terze parti a modificare i contenuti della microsd.
La connessione dati è attivabile/disattivabile solo tramite pannello notifiche e impostazioni. Come l'NFC e la posizione.
Ora, quando un app è aperta, lo sfondo della barra di stato si abbina al colore della "action bar" (caratteristica già presente nella 4.4 , con alcune applicazioni).
Viene introdotta una scheda (chiamata Quick Connection) che permette di accedere a tutti i dispositivi e accessori che si possono collegare, con qualsiasi tipologia di connessione supportata.
Fu migliorato l' S Memo unendolo all'app S Note.
L'S Note viene potenziato con il riconoscimento delle lettere nelle fotografie (come sul Note 4).
Il multischermo fu migliorato, supportando molte più app e rendendo compatibile le app in elenco anche in modalità finestra, accessibile con l'air command, oppure con uno swipe diagonale, partendo dall'angolo in altro a destra dello schermo, o cliccando un app all'interno dell'elenco del multischermo.
La funzione dell'uso con una mano è stata migliorata, rimpiazzando lo sfondo azzurro dell'area inutilizzata dello schermo con uno sfondo nero. E fu migliorata la TouchWiz, rendendola più leggera e intuibile.
Lo scorrimento intelligente è stato rimosso, in quanto era inutilizzato.
Gli aggiornamenti di sicurezza disponibili per questo telefono variano a seconda del mercato. Per il modello venduto nel mercato italiano, le ultime patch di sicurezza disponibili sono quelle di novembre 2015 e nel 2018 è stato pubblicato l'ultimo aggiornamento minore, che non ha portato variazioni alle patch di sicurezza. Diverse applicazioni di sistema Samsung fra cui Samsung Internet e Samsung Music sono comunque aggiornabili tramite Play Store e/o Galaxy Store alle ultime versioni, nonostante il supporto ufficiale per il dispositivo sia terminato.

### Rom non ufficiali
Dopo il termine del supporto per l'ultima versione di Android, sono state create alcune ROM non ufficiali con versioni di Android successive a Lollipop per il phablet. Queste ROM però non danno alcuna garanzia relativa a stabilità e sicurezza del sistema.

## Distribuzione
Questo smartphone è stato presentato il 4 settembre 2013 all'IFA di Berlino. È stato distribuito internazionalmente il 25 settembre 2013, esclusi USA e Giappone, dove vennero poi distribuiti nell'ottobre 2013. Per ogni Samsung Galaxy Note III acquistato, venne regalato un anno di iscrizione a Evernote Premium.

## Accoglienza
Il sito The Verge ha sottolineato i notevoli miglioramenti hardware e software su questo dispositivo, considerandolo "il migliore tentativo nel rendere il touchscreen una scelta opzionale in un dispositivo mobile". Il design viene detto "ben congegnato", nonostante il solito utilizzo di policarbonato e plastica.

## Accessori

### S View Cover
Galaxy Note 3 è il primo phablet a supportare la S View Cover. È una cover in finta pelle (migliore al tatto, rispetto alla back cover) e finte cuciture, con una finestra sulla parte frontale e superiore del telefono, simile alla flip cover. Rispetto alla S View del Galaxy S4, il Note 3 ha la finestra quadrata. Fisicamente si sostituisce all'originale back cover, non andando ad inficiare eccessivamente sullo spessore ridotto dello smartphone, proteggendo però la fotocamera e il flash dal contatto su una superficie, è sprovvista di calamita per la chiusura del coperchio, mantiene la forma originaria del telefono, con un bordo leggermente sporgente (soprattutto agli angoli) per proteggere la finta cornice metallica e all'apertura si attiva automaticamente lo schermo del phablet.
Dalla finestra, con la cover chiusa e grazie al software Samsung, è possibile interagire con la schermata di blocco della cover:
Nella schermata principale mostra la barra di stato, l'ora, la data, il meteo del giorno, gli sms/mms ricevuti, le chiamate perse e il contapassi (soltanto se su Samsung Health vengono considerati i passi rilevati dall'accelerometro del phablet). Permette di rispondere e rifiutare (inviando anche un modello sms) le chiamate, interrompere sveglie/timer, visualizzare eventi con promemoria del calendario.
La seconda schermata (accessibile con uno swipe verso sinistra, sull'icona a destra) permette di controllare il player musicale, scattare foto/registrare video ed utilizzare S Memo con la S Pen. La terza schermata (accessibile con uno swipe verso destra, sull'icona a sinistra) permette di visualizzare l'elenco degli sms/mms ricevuti e delle ultime chiamate perse per poter richiamare. Non è accessibile se è impostata una protezione, nella schermata di blocco.
Tenendo premuto il tasto di accensione/spegnimento è possibile spegnere, riavviare o mettere in modalità offline il phablet.
Una variante della S View Cover (Codice modello: EF-TN900BBE), è provvista di un pannello nella parte interna, che permette di ricaricare il phablet con caricatore wireless.
Con l'upgrade ad Android 5.0 / 5.1 è possibile impostare diverse watchfaces nella schermata principale (simili a quelle degli smartwatch). Sono state aggiunte nuove funzioni (come l'uso della torcia) e una nuova schermata con i contatti preferiti della rubrica, da poter chiamare senza aprire la cover.
La cover è disponibile nei colori nera, bianca, rossa, arancione, rosa, azzurra e viola.
Per lo sfondo delle schermate sono disponibili i colori nero, azzurro, rosa, due tonalità di verde, arancione, rosso, viola, marrone e giallo.
La cover è disponibile anche per Galaxy Note 3 Neo, soltanto la variante priva della carica wireless.

### Flip Wallet Cover
È una cover in finta pelle e finte cuciture, munita di sportellino frontale per proteggere lo schermo da urti e graffi. Tale sportellino è munito di taschino interno per inserire schede e carte, e se aperto si attiva automaticamente lo schermo.
Si va a sostituire fisicamente alla back cover, non andando quindi ad inficiare eccessivamente sullo spessore. È disponibile nei colori nera, bianca, rossa, arancione, rosa, azzurra e viola.
È disponibile anche per il Galaxy Note 3 neo.

### Back cover wireless
È un copribatteria uguale a quella originale del phablet (che si va a sostituire fisicamente a quest'ultima) in finta pelle (migliore al tatto, rispetto alla back cover) e finte cuciture, con un pannello nella parte interna che permette di caricare il telefono con caricatore wireless. E ha uno spessore un po' più grande per proteggere la fotocamera e il flash. È disponibile nei colori bianco, nero, rosa, rosso e verde.
Viene fornita in un kit che comprende un caricatore wireless e un cavo usb.

## Varianti ed altri modelli

### Samsung Galaxy Note 3 Neo (SM-N750)

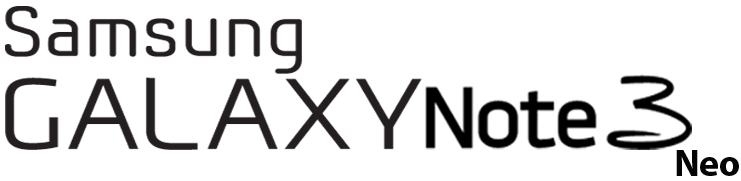
Logo del Samsung Galaxy Note 3 neo

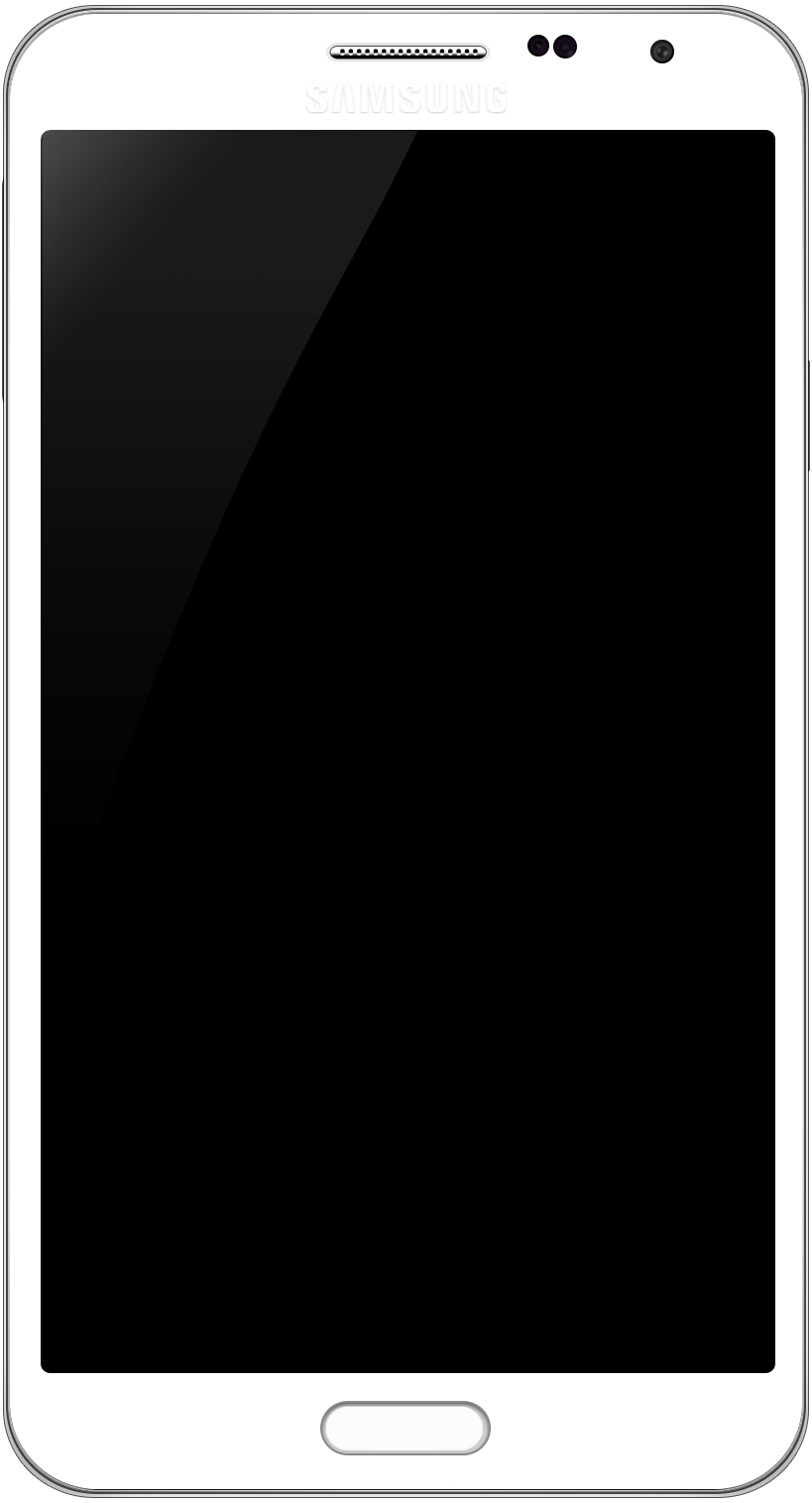
Samsung Galaxy Note 3 Neo

Nel gennaio 2014 in rete trapelano le prime indiscrezioni riguardo a una versione Neo di Note 3. Poco dopo Samsung lo presenta. È una versione leggermente meno prestante ma ha un rapporto qualità-prezzo sicuramente migliore rispetto al modello originale. Esteticamente è molto simile al Note 3 ma differisce per uno schermo leggermente più piccolo e per un posteriore più tradizionale rispetto a quest'ultimo (con fotocamera e flash separati), e ha una cover posteriore più simile alla finta pelle, al tatto. Ha un processore Exynos 5 Hexa (un quad core con architettura A7 da 1.3 GHz ed un dual core da 1.7 GHz in architettura A15) ed una scheda grafica Mali T-624. La memoria RAM è da 2 GB. Naviga alla velocità del 3G e del 4G fino a 150 Mb/s in download e 50 Mb/s in upload. Lo schermo è un HD Super Amoled (1280x720 in 16:9) da 5.5" e 267 ppi. Fotocamera posteriore da 8 Megapixel con sensore in 16:9 con f/2.6 con video recording in 1080p a 30 fps. Lo stesso per la camera anteriore da 2 Megapixel. Batteria removibile da 3100 MAh e la memoria flash è solo disponibile da 16 GB con slot di espansione dedicato fino a 64 GB tramite MicroSD. Come il Note 3, ha la cassa altoparlante nella cornice in finto alluminio, accanto alla porta usb. Non ha la microusb 3.0, le Air Gesture e il sensore di temperatura e umidità.
Di default monta Android 4.3 Jelly Bean, è stato aggiornato alla versione 4.4.2 KitKat ed infine alla versione 5.1 Lollipop con livello API aumentato a 22. Le ultime patch di sicurezza disponibili per il modello italiano sono quelle di giugno 2016, mentre l'ultimo aggiornamento minore rilsale a fine 2018 e non modifica le patch.
È disponibile nei colori bianco, nero, rosa e verde.